# Uta di Ballenstedt
(Umberto Eco)
Uta di Ballenstedt, più nota come di Naumburg (Ballenstedt, 1000 – Meißen, 23 ottobre 1046), è stata margravia di Meißen dal 1031 al 1046, in quanto moglie di Eccardo II, della dinastia degli Eccardingi.
Deve la notorietà soprattutto alla statua, assai ammirata, con le sue sembianze che si trova nel coro della cattedrale di Naumburg, opera del cosiddetto Maestro di Naumburg.

## Biografia

### Infanzia

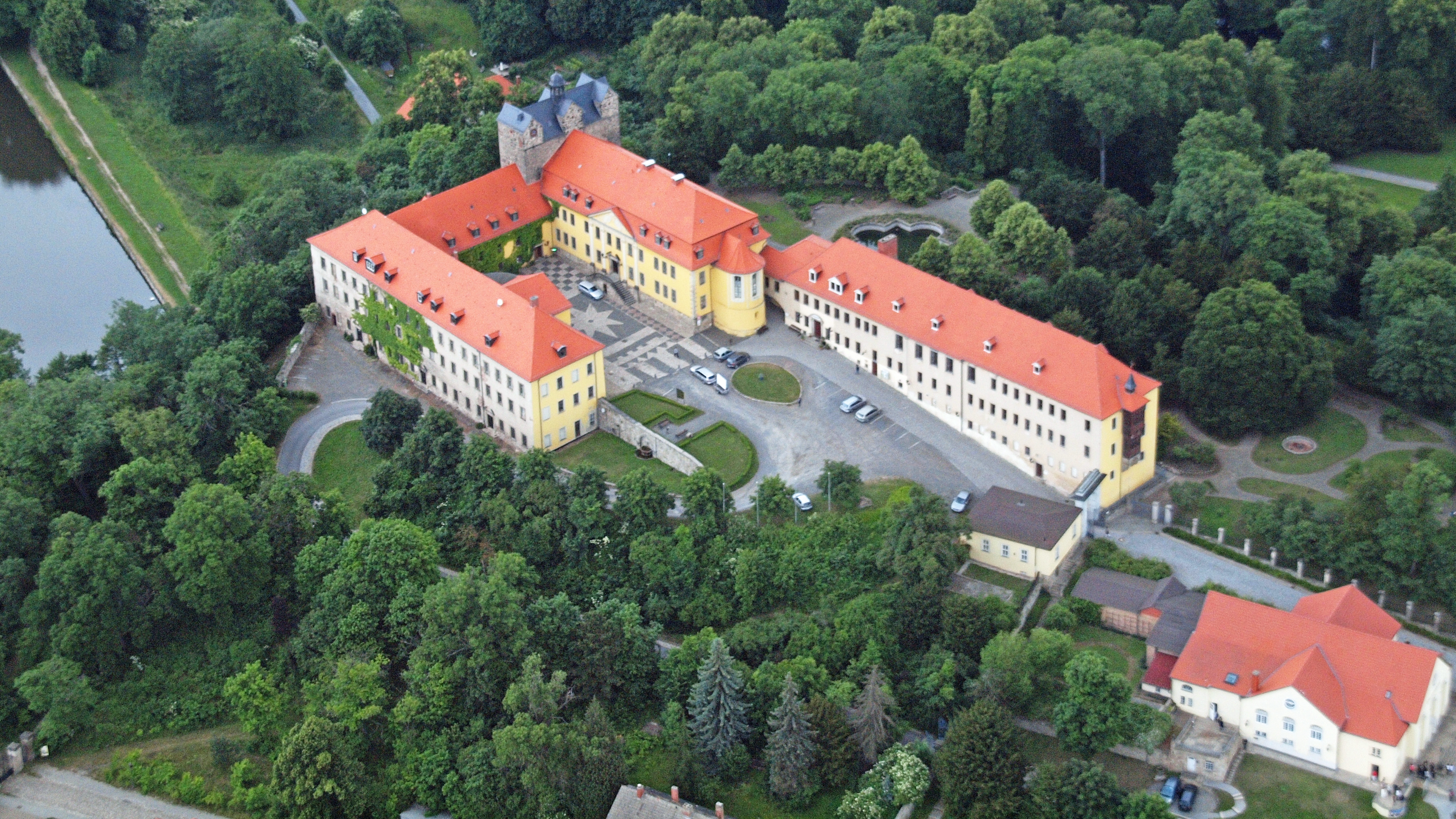
Il castello di Ballenstedt, dove nacque la margravia Uta.

Uta nacque nel castello di Ballenstedt, nell'attuale Sassonia-Anhalt. Era figlia del conte Adalberto di Ballenstedt e di Hidda, erede di Odo I, margravio (titolo corrispondente a marchese) della marca orientale sassone (965-993). Suo fratello fu Esico di Ballenstedt († 1060), capostipite degli Ascanidi, di origine polacca. Forse ebbe come sorella Hacheza di Ballenstedt, badessa dell'abbazia di Gernrode.

### Matrimonio

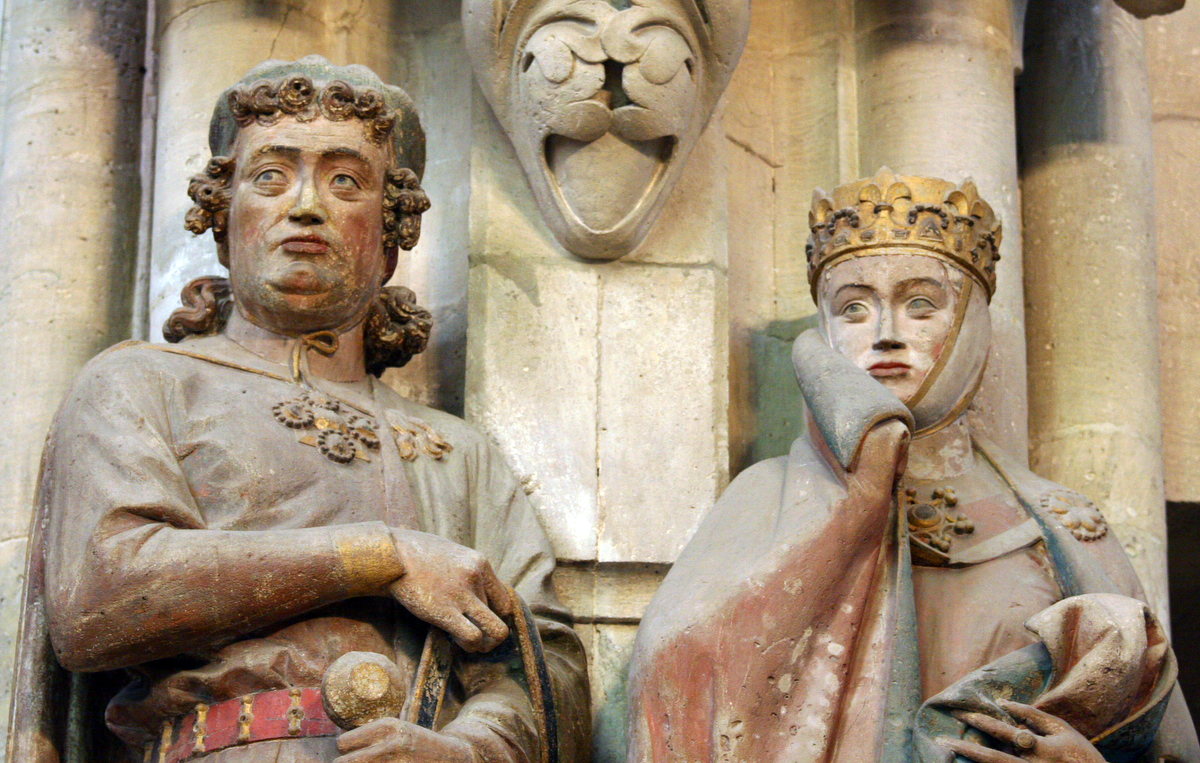
Uta e il marito Eccardo II di Meißen.

Nel 1026, all'età non più giovanissima (per quei tempi) di 26 anni, sposò per motivi politici il quarantunenne margravio di Meißen della stirpe degli Eccardingi Eccardo II (985-1046) e si trasferì nel castello di Albrechtsburg di quella città, dove visse per vent'anni. Si sa che Uta sfuggì al rogo dopo aver affrontato un processo per stregoneria, situazione assai imbarazzante per l'austero consorte.

### Ultimi anni e morte

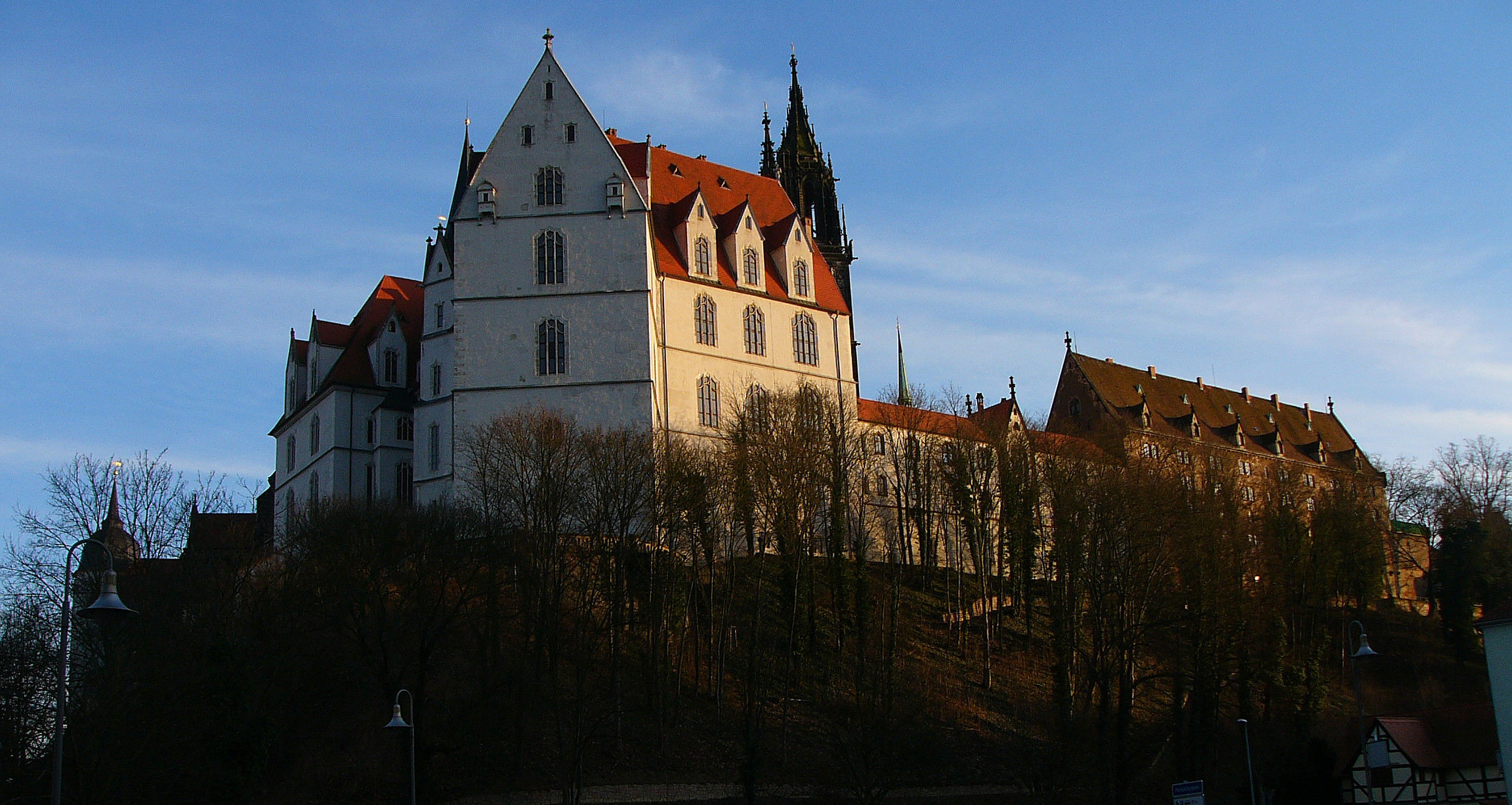
Il castello di Meißen, dove visse.

La coppia non ebbe prole ed Eccardo, ultimo degli Eccardingi, alla loro morte a Meißen nel 1046 a causa di un'epidemia, dovette lasciare il margraviato a Guglielmo III di Weimar. Eccardo prima di morire fece una cospicua donazione all'abbazia di Gernrode, retta dalla probabile cognata Hacheza di Ballenstedt. Furono sepolti nella cattedrale di Naumburg accanto agli antenati di lui, ma le tombe furono in seguito rimosse.